# 276681 Loremaes
276681 Loremaes este un asteroid din centura principală de asteroizi.

## Descriere
276681 Loremaes este un asteroid din centura principală de asteroizi. A fost descoperit pe 18 decembrie 2003 la Uccle de Thierry Pauwels și Peter De Cat. Asteroidul prezintă o orbită caracterizată de o semiaxă mare de 2,40 ua, o excentricitate de 0,12 și o înclinație de 4,3° în raport cu ecliptica.